# 中島 (倉敷市)
中島（なかしま）は、倉敷市倉敷にある地区である。かつては窪屋郡中島村であった。現在の中島小学校区とおおむね同一である。
総人口は16321人（男性8044人、女性8277人）、世帯数は6597世帯（平成24年9月末現在）。郵便番号は、710-0803（倉敷郵便局管区）。

## 概要
倉敷市中心市街地西方にある郊外型の町である。
元々は、この地区は吉備の穴海と呼ばれる海域であった。中世末より徐々に干拓が行われ、江戸時代中期には古地（総社市清音）で東西分岐した高梁川の間で、連島の北側に位置する、南北に長いデルタ地帯となった。中島という地名も、この地形に由来している。
江戸時代、元和3年に備中松山藩主・池田氏の開墾により窪屋郡中島村となり、寛永19年には池田氏除封により倉敷代官所管轄となる倉敷支配所となる。一時期、亀山藩飛び地を経て田中藩飛び地となるが、再び倉敷支配所となる。
明治期になると、酒津・水江村と合併し中洲村、町制施行で中洲町を経て、旧倉敷市に合併、さらに新倉敷市となり、現在に至る。
現在は、水江・酒津とは地区が分かれ、中島は単独の中島地区となっている。
地区内を主要幹線道路が敷設されており、東西に旧国道2号線と国道2号線倉敷バイパスが通っており、地区西端（大西交差点）で両道路が交差する。また地区東寄りを南北に岡山県道396号線～186号線が通り、北東端（中島交差点）で旧国道2号線と、南東端（中島南交差点）で国道2号線バイパスと交差している。
このように当地区は道路交通の要衝となっているため、交通量が多く、道路沿いにはスーパーマーケット、コンビニエンスストア、自動車ディーラー、飲食店などのロードサイド店舗が多く立地している。さらに元々は郊外型の農業地帯であったが、道路交通網の発展に伴い、農地は次第に住宅地と変貌していき、人口は大幅に増加した。
また地区外になるが、東側に水島臨海鉄道球場前駅・西富井駅・福井駅、北側に山陽本線西阿知駅が近くにある。

## 学区
大部分は、小学校は倉敷市立中島小学校区、中学校は倉敷市立南中学校区となる。一部は隣接学区となる。

## 沿革
- 天平年間 - 宇喜多秀家により、吉備の穴海の干拓が始まる。
- 元和3年 - 開墾により、窪屋郡中島村が誕生。備中松山藩領となる。
- 寛永19年 - 幕府領（倉敷支配所）となる。
- 明治16年2月 - 窪屋郡中島・水江・酒津村が三村連合をつくる。
- 明治22年6月1日 - 上記3村が合併し、中洲村を新設。役場を水江に設置。
- 明治33年4月 - 郡の統合により都窪郡中洲村となる。
- 明治40年 - 高梁川の改修工事が起工する。
- 大正14年4月 - 高梁川の改修工事が竣工、東高梁川が廃川となる。
- 昭和15年12月1日 - 町制を施行し、中洲町となる。
- 昭和19年1月1日 - 旧倉敷市に編入合併する。
- 昭和47年2月1日 - 旧倉敷市・玉島市・児島市が合併し新倉敷市を新設する。
- 平成元年 - 国道2号線岡山バイパス中島〜大西交差点間を暫定4車線（高架含む）で使用が開始される。
- 平成19年 - 国道2号線岡山バイパス倉敷高架4車線化工事が着工する。平成25年完成予定。

## 主要施設
行政施設
- 中島交番
- 中島郵便局

教育施設
- 倉敷市立中島小学校
- 倉敷市立中島幼稚園
- 中島保育園

商業施設
- 仁科百貨店フードバスケット（中島店・小溝店）
- 天満屋ストア
- マルナカ
- ドンキホーテ

企業
- カモ井食品
- 福山通運
- 倉敷木材
- 矢崎総業

金融機関
- 玉島信用金庫
- トマト銀行
- 香川銀行

医療施設
- 倉敷記念病院
- 仁風荘病院

神社仏閣
- 穴場神社
- 愛宕神社
- 若宮八幡神社
- 高蔵寺 - 真言宗
- 実際寺 - 真言宗
- 弥勒院 - 真言宗
- 不動院 - 天台宗
- 仏道寺

その他
- 倉敷自動車教習所

## 交通
道路
- 国道2号線（岡山バイパス・玉島バイパス）
- 国道429号線
- 岡山県道396号線
- 岡山県道188号線
- 岡山県道277号線

## 出身有名人
- 三島毅 - 文学博士

## 参考サイト
- 倉敷市立中島小学校